# Баба с ром
Вижте пояснителната страница за други значения на Баба.
Бабà с ром (на италиански: Babà al rhum) е печен на фурна сладкиш от втасало с бирена мая тесто, който е от френски произход. Сладкишът става характерен за неаполитанското сладкарско изкуство. Диаметърът му може да варира от 5 – 7 до 35 – 40 см. Среща се също разделен на две и напълнен с шоколад или сметана. Освен това има и вариант с есенция от бергамот.

## История
Бабà проихожда от естествено заквасен десерт от Полша (babka ponczowa) и други славянски държави. Усъвършенстван от френските готвачи, той получава името baba. След това неаполитанските сладкари го променят на babbà.
Изобретението на бабà датира от последния херцог на Лотарингия и мимолетен крал на Полша Станислав Лешчински – тъст на краля на Франция Луи XV. Историята на десерта започва от Люневил, Лотарингия в северната част на Франция, недалеч от границата с Германия и Белгия, където през 18 век живее полският крал в изгнание, който два пъти е детрониран по време на войните между европейските сили. Говори се, че един ден той потопил парче Кугелхопф (много известен австрийски десерт по онова време) във вино мадейра, вероятно за да удължи мекотата му в дните след приготвянето му. И тъй като Лешчински, известен с любовта си към изкуството и с мекия си нрав, е бил и голям любител на гастрономията, измисленият от него „пиян“ кугелхопф е подобрен с три закваски. А след това са добавени стафиди, захаросани плодове и дори шафран, с който бившият полски владетел се среща по време на затворничеството си в Истанбул и престоя си в Бесарабия, тогава част от Османската империя.
Една друга версия за произхода му напомня на краля за полата във форма на камбана (кръгла) на възрастните жени, които се наричат бабка.
Друга пък история разказва, че ядосаният крал хвърлил сладкиша към бюфета, разбивайки бутилка ром. Ромът накиснал сладкиша и след това Станислав го опитал, намирайки го за отличен.
Рецептата за бабà с ром в типичната му модерна форма на гъба датира от 1835 г. Дължи се на известния сладкар Николас Штоер – сладкар на Станислав Лешчински. Той пристига в Париж с Мария Лешчинска – дъщерята на краля, която иска да доведе със себе си любимия си сладкар по случай сватбата си с краля на Франция Луи XV. През 1730-те г. Версайският двор е луд по ямайския ром, който бързо замества виното мадейра в бабà. Малко по-късно за сладкиша говори Волтер. Междувременно в Париж бабà губи шафрана и захаросаните си плодове, и придобива сегашната си гъбена форма, дадена му от самия Шторер. Шторер междувременно отваря сладкарница на rue Montorgueil 52, която все още е на същия адрес и днес.
През 19 век майсторът Жан-Антелм Брия-Саварен изобретява ликьор, който се съчетава добре с плодова салата. Френската сладкарница на братя Жулиен решава да затвори плодовата салата в бабà, подходящо намазан със сладко от кайсии: така се ражда Бабà Саварèн (Babà Savarin). Този вид бабà има формата на поничка и е без стафиди, но е с масло и е намазан с кайсиево сладко.
Любимата сестра на Мария-Антоанета – Мария-Каролина Австрийска се омъжва за краля на Неапол Фердинанд IV Бурбон. Така бабà пристига в Неаполитанския двор. Кралицата носи в двора гатò, бешамел, гратен и шиу в края на 18 век и със сигурност модата продължава и при управлението на Жоашен Мюра.
Още през 1836 г. бабà се появява като типичен неаполитански десерт в първия италиански готварски наръчник, написан от Винченцо Аньолети за друг „френски“ суверен в Италия – Мария-Луиза Австрийска. Той описва рецептата със стафиди и шафран. Тези две съставки се губят през годините поради „вулгаризацията“ на търговските сладкарници, които пекат нови видове със сметана и черни череши или дори е поднасян миньон с полустуден сладолед. Но според по-проста и по-популярна етимология десертът е по-стар от това, което се мисли, тоест напомня както по форма, така и по име на шапките на баба, тоест на онези турски сановници, които придружават всеки нов османски посланик в Неапол и те дефилират с него по улиците на града.
В края на 19 век бабà става буржоазен сладкиш за разходка на заможния Неапол. Това е първокласна улична храна, достигнала до нас непокътната.

## Приготвяне
Техниката на месене и времето за втасване са двете големи тайни на този прочут десерт. Оставя се да втасва дълго във форма с удължен пресечен конус, след което се пече в гореща фурна. Придобива кехлибарен цвят и характерна форма на „гъба“. След като се изпече, се изважда и се оставя да „съхне“ поне един ден, за да загуби по-голямата част от влажността си. След това се потапя частично в големи съдове, пълни с гореща течност по избор: захарен сироп, ром или други ликьори като лимончело. Накрая му се маха излишната течност и се изпраща на оторизирани дилъри. Някои пекарни покриват повърхността с кайсиева глазура, което я прави по-лъскава и привлекателна.
Вариант на бабà е т. нар. Саварèн (Savarin), който при запазване на същите основни съставки на бабà включва използването на малко прясно мляко в тестото: резултатът е по-леко и гъбесто тесто с по-малко кисел вкус, което е още по-подходящо за производството на големи торти бабà, които да бъдат гарнирани със сметана, плодове и желатин.

### Рецепта
Съставки: 200 г. бяло брашно, 150 г. масло, 20 г. бирена мая, 3 яйца 50 г. стафиди, пудра захар, сол, ром, конфитюр от кайсии
Пресейте брашното, сложете една четвърт от него в купа и разбъркайте в нея маята, разтворена с черпак топла вода. Разбъркайте всичко, покрийте купата и оставете да втаса на топло, докато тестото удвои обема си. След това го смесете с останалото брашно, щипка сол, яйцата, 125 г масло – меко и на малки парченца, след което разбъркайте добре за около 10 мин., докато тестото стане гладко и еластично. След това добавете лъжица захар и накиснатите и сухи стафиди. Намажете с мазнина форма за саварен (или десетина форми за конични порции) и изсипете сместа, която ще я напълни с около една трета. Покрийте и оставете отново да втаса, докато тестото напълни всичко. Печете във фурната на 190° за около 40 мин. Пригответе сироп, като запарите 100 г вода с 30 г захар. Добавете чаша ром. Обърнете сладкиша, бавно го напоете със сиропа от ром и го намажете с горещо сладко от разтопени кайсии.